# تام اریک اوکسهولم
تام اریک اوکسهولم (انگلیسی: Tom Erik Oxholm؛ زادهٔ ۲۲ فوریهٔ ۱۹۵۹) اسکیت‌باز سرعت اهل نروژ است.